# Puerto de Alicante
El puerto de Alicante es un puerto marítimo español, situado en la ciudad de Alicante, en el mar Mediterráneo con actividades comerciales, con transporte de mercancías y de viajeros, pesqueras y de recreo.

## Ubicación

Contraseña de la provincia marítima de Alicante a la que pertenece

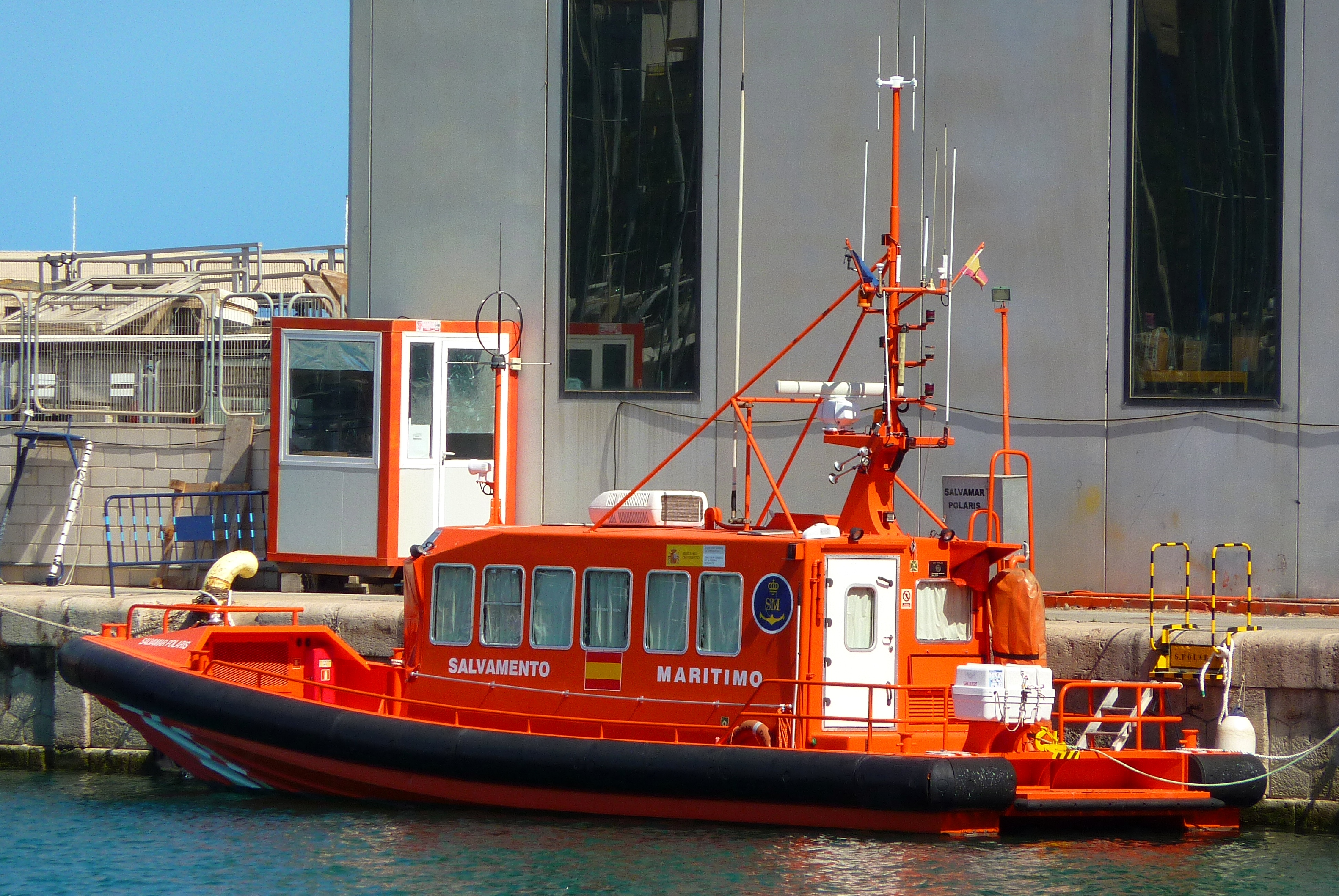
Embarcación de Salvamento Marítimo Salvamar Polaris en el Puerto de Alicante.

Desde sus orígenes, el mar ha sido un pilar básico en el crecimiento económico, cultural y estratégico de la ciudad. El paisaje marítimo alicantino atrae a una enorme cantidad de turismo, tanto nacional y cada vez son más los cruceros que hacen escalas en el puerto de Alicante.
Conectado por modernas autovías y autopistas con Castilla-La Mancha, Madrid, Murcia y Andalucía, el puerto se encuentra ubicado dentro de la ciudad, a 12 minutos del aeropuerto, y está unido a la red nacional ferroviaria que llega hasta los muelles. De este modo, el Puerto de Alicante se presenta como un punto estratégico para los servicios de almacenamiento y distribución.
Situado en el corazón de la ciudad, frente al paseo de Canalejas y la Explanada de España, el puerto de Alicante tiene principalmente funciones comerciales, pesqueras y de puerto de recreo.
El Plan Especial del Puerto de 1992 permitió, entre otras cosas, la ampliación del puerto hacia el sur, en paralelo a los barrios de la entrada sur de Alicante, reclamando del mar terreno para la construcción de 4 muelles para alojar una nueva Terminal de pasajeros (32.000 m² de superficie), una terminal multifuncional para el tráfico de contenedores (150.500 m²) y una terminal de graneles (120.000 m²). El plan incluye el traslado de 4 silos para la descarga de polvo de cemento (actualmente situados en el Muelle 14, a 800 m de las viviendas más próximas) a los nuevos terrenos del puerto, situados a unos 400-1500 m del núcleo urbano. Se quiere de este modo ampliar el espacio de ocio y de paseo, con restaurantes, bares, pubs que siguen abiertos al amanecer... Cabe destacar la espléndida vista que desde la zona de ocio del puerto se tiene del Castillo de Santa Bárbara, sea por el día o, especialmente y gracias a la iluminación, por la noche. En todo caso, la prensa local ha comentado que queda claro que una vez construidos, los cinco proyectos para 16 silos de almacenamiento de cemento (hasta 55 m de altura) y 3 plantas de lo mismo (más de 20 m de altura cada una) cambiarán sustancialmente la vista de la ciudad, sobre todo cuando se llegue allí desde el mar o por las carreteras de la costa, en la cual el Castillo de Santa Bárbara y la Cara del Moro, señera de Alicante, quedarán relegados a un segundo plano (más detalles sobre este tema abajo).

## Historia

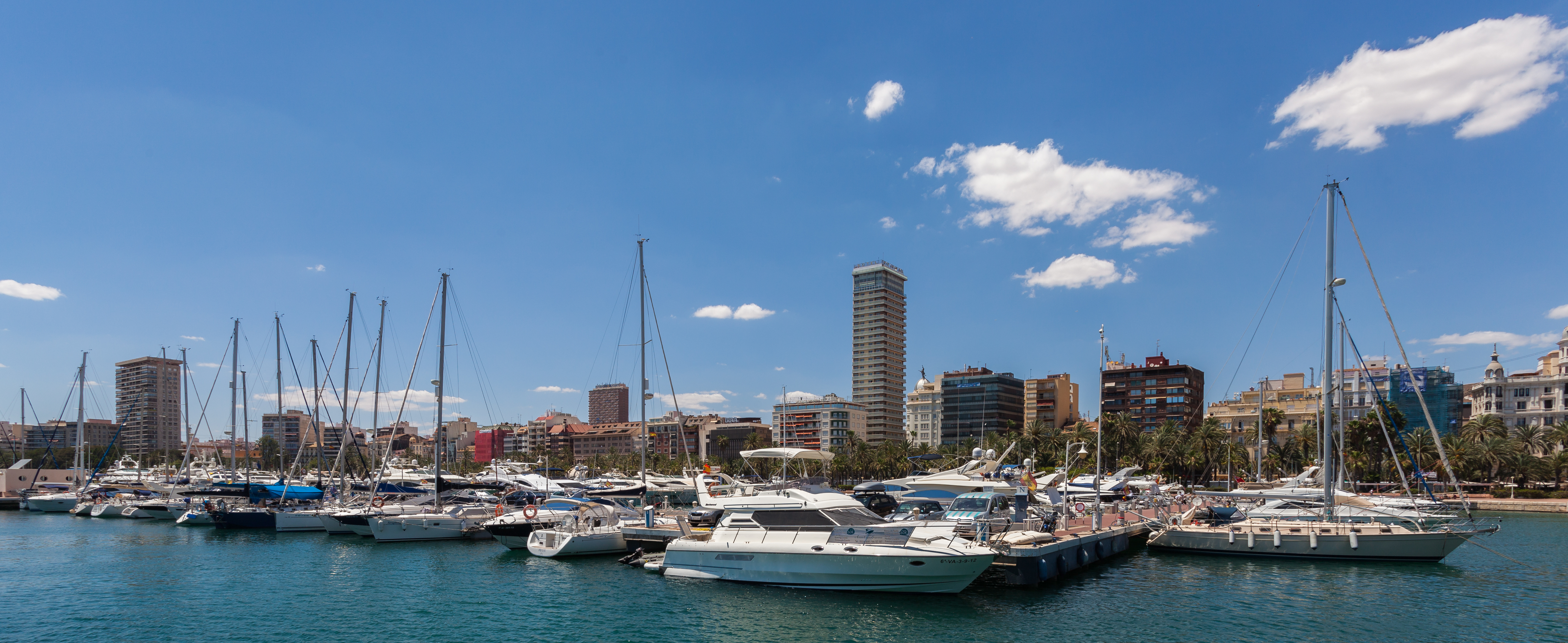
Vista del puerto deportivo.

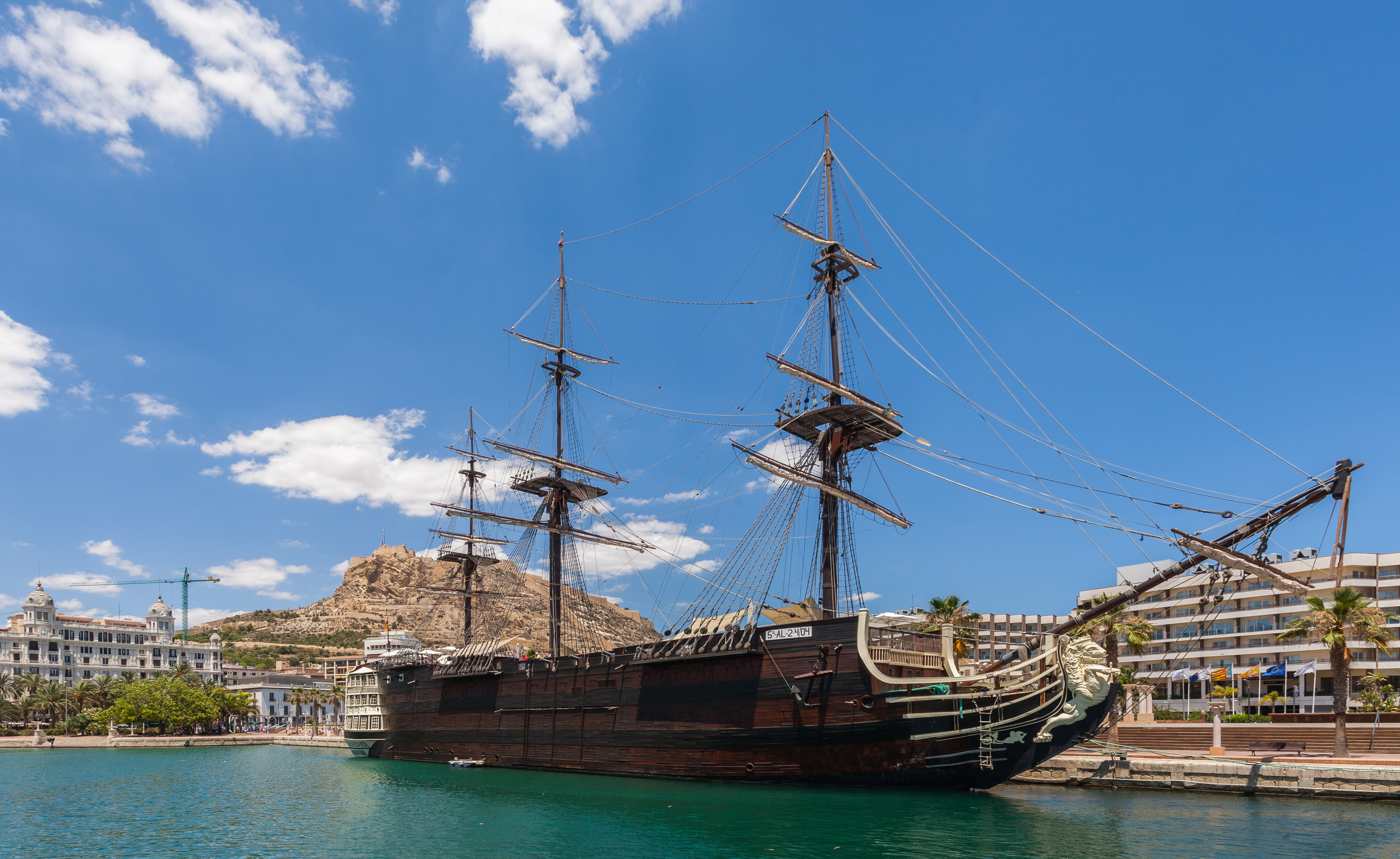
El galeón Santísima Trinidad amarrado en el puerto de Alicante.

### Antecedentes
La declaración de la ciudad de Alicante como Puerto Público del Mediterráneo se remonta a 1271, según el privilegio otorgado por Alfonso X el Sabio.
El puerto como obra de ingeniería, un espigón de piedra que se adentra en el mar, no empezará a construirse hasta 1476, durante el reinado de Juan II de Aragón.
Históricamente, el puerto ha tenido un papel decisivo en el comercio de la ciudad de Alicante.
A lo largo de la Edad Media y la Edad Moderna, las exportaciones consistían en productos propios de la región próxima al puerto, sobre todo pasas y frutos secos, esparto, sal y vinos.
En el siglo XVIII, la barrilla (planta usada antiguamente para producir la sosa) y la sosa constituían, con el 80%, las principales exportaciones del puerto, muy por delante de las exportaciones de frutos secos; las principales importaciones eran de trigo y salazones.
En 1778 se permitió al puerto de Alicante comerciar directamente con América. En esta época, el puerto de Alicante era el más importante de la actual Comunidad Valenciana.
En 1810 se descubrió la sosa artificial, lo que produjo una grave crisis comercial en la ciudad. Pero en la segunda mitad del siglo XIX, tuvo lugar una gran revitalización del comercio portuario. Gracias a la línea de ferrocarril Madrid-Alicante (que entró en servicio en 1858), Alicante se convirtió en la primera conexión por ferrocarril de la capital de España con el mar. Un tratado con Francia para la exportación de vinos permitió dar rápida salida a grandes cantidades de vino de las tierras productoras del interior, como La Mancha y el valle del Vinalopó, contribuyendo de este modo a una expansión del viñedo en estas regiones; las exportaciones experimentaron un espectacular aumento desde 1854 hasta la última década del siglo XIX, cuando los vinos españoles comenzaron a ser reemplazados por los de las colonias francesas del norte de África.
Tal y como recogen diferentes documentos en el Museo Naval de San Fernando y en los archivos de la Armada Española, Alicante acogió las primeras pruebas oficiales de navegabilidad de un submarino realizadas en la historia moderna de España. El 7 de marzo de 1861, el submarino Ictíneo, desarrollado por el ingeniero catalán Narciso Monturiol, realizó sus pruebas oficiales de flotabilidad en las aguas interiores del puerto de Alicante en presencia de los ministros de Marina y Fomento, descendiendo hasta una profundidad de 20 m. Un año antes, el 4 de agosto de 1860, el ingeniero riojano Cosme García Sáez y su hijo hacían la primera inmersión submarina española al sumergirse con su buque, el Garcibuzo, en el Puerto de Alicante en una travesía de 45 minutos sin auxilio ninguno hasta la profundidad máxima de este puerto ante la presencia del Comandante de Marina y autoridades representativas del gobierno. La proeza quedó debidamente certificada por vía notarial, y toda la prensa nacional de la época se hizo eco de la noticia. 
Durante la Guerra Civil el puerto de Alicante se convirtió en el último refugio de la República. Se congregaron allí alrededor de quince mil personas que trataban de huir en los barcos mercantes fletados por el gobierno republicano. La flota rebelde del general Franco logró impedir la aproximación de la mayoría de buques, dejando a los refugiados a merced de las tropas italianas del general Gastone Gambara, que ocuparon la ciudad, y su posterior entrega a las tropas de Franco llegadas desde Castellón. El último barco en partir con refugiados fue el Stanbrook. El puerto de Alicante contempló el final de la Guerra Civil y de la Segunda República. En la actualidad la Comisión Cívica para la Recuperación de la Memoria Histórica de Alicante pretende conmemorar estos hechos con la instalación de un monumento en la entrada de levante al puerto, con La Paloma, una escultura de Eusebio Sempere. La instalación de este monumento en recuerdo a las víctimas y del Exilio republicano español ha sido imposible por la negativa de la Autoridad Portuaria.

### Plan Especial del Puerto

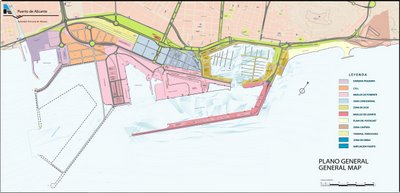
Plano de la ampliación del puerto de Alicante.

En los años 1990, el puerto de Alicante experimentó tal vez el cambio más radical en su historia. El Plan Especial del Puerto (enlace roto disponible en Internet Archive; véase el historial, la primera versión y la última). (PEP) de 1992 permitió su ampliación hacia el sur, y convirtió una parte del mismo en un espacio de ocio y de paseo, con restaurantes, bares y pubs. Con el objetivo de conseguir un menor impacto visual y considerando la legislación vigente de protección del paisaje marítimo, que prohíbe la construcción (en particular de edificios altos) a pocos metros de la costa del Mediterráneo, el PEP estableció una altura máxima para edificios en la zona de ampliación portuaria, dejando la vía abierta para que ciertas estructuras (p. ej. grúas) superasen esta altura si se demostraba su necesidad.
Al abrir más la ciudad de Alicante al mar, construyendo instalaciones de ocio y ampliando la marina deportiva, el Puerto aprovechó para eliminar instalaciones industriales molestas, como los depósitos de combustible de CLH, y ubicarlos lejos de la ciudad con el fin de proteger el medio ambiente y la calidad de vida de los ciudadanos.

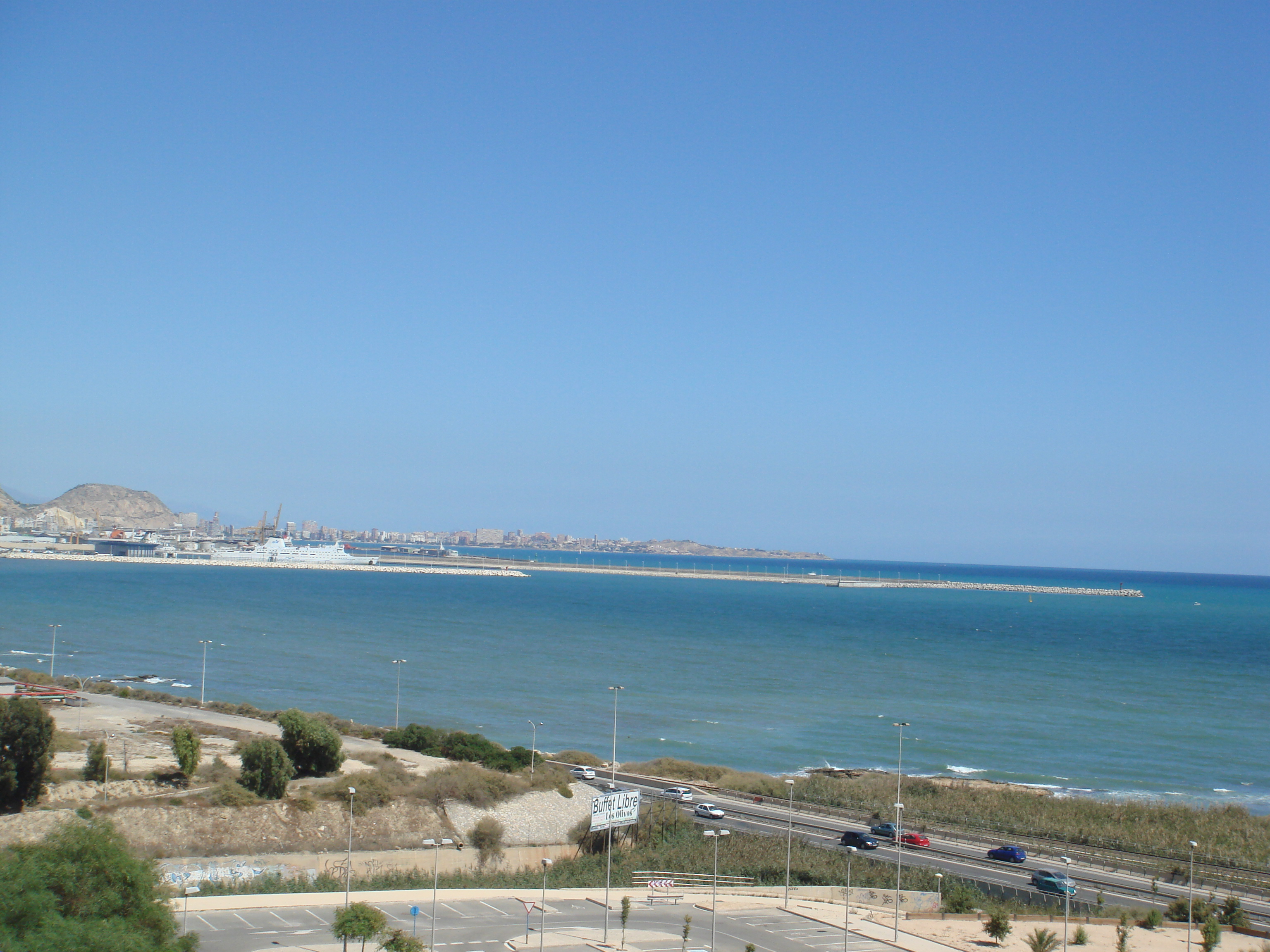
Vista panorámica de la zona de ampliación del puerto de Alicante desde la entrada de la ciudad, dirección aeropuerto. El terminal (edificio azul) a la izquierda del ferry tiene 12 m de altura. Los proyectos para silos son para entre 26 m y 55 m de altura.

En 1995, el Ayuntamiento de Alicante, la Autoridad Portuaria, el gobierno de la nación y la Generalitat firmaron un Acuerdo para eliminar los depósitos de combustible del puerto, para lo cual recibieron 19 millones de euros, la mayor parte procedente de subvenciones de la UE. Tal como declararon: "En el futuro no debe haber instalaciones de almacenamiento y distribución de productos petrolíferos en el Puerto de Alicante" [...] "elude las repercusiones negativas derivadas de posibles accidentes, con su consiguiente impacto ambiental, en las instalaciones de productos petrolíferos ubicadas en las proximidades de zonas habitadas". Asimismo, agregaban, "disminuye el riesgo de accidente por el tráfico de vehículos que transportan derivados del petróleo dentro del núcleo urbano". Los firmantes consideraban igualmente que este acuerdo tenía "un claro interés social, repercutiendo favorablemente en los aspectos ambientales".
En 1999 se produjo finalmente este traslado y la Autoridad Portuaria recibió ofertas para construir un nuevo complejo de ocio sobre el suelo liberado por los depósitos.
También en 1999, el Ayuntamiento de Alicante, gobernado por Luis Díaz Alperi, concedió la licencia de obras a la empresa Marina de Poniente para la construcción de un complejo lúdico en el recinto portuario. La concesión de la licencia se produjo pese a que el edificio proyectado superaba la altura máxima establecida en el Plan Especial del Puerto de Alicante.
En 2003, la Autoridad Portuaria obtuvo el permiso medioambiental (enlace roto disponible en Internet Archive; véase el historial, la primera versión y la última). para la zona de ampliación del Puerto basado en este modelo de puerto comercial. El proyecto ha sido cofinanciado con fondos de la Unión Europea.
De esta manera, el puerto de Alicante tuvo a su alcance una oportunidad para crecer y desarrollarse junto con la ciudad, creando un mejor entorno marítimo para la ciudad que encajaba en la planificación urbanística de Alicante, con el traslado simultáneo de las industrias antiguas en la entrada Sur de Alicante a polígonos industriales lejos del núcleo urbano. El Ayuntamiento de Alicante autorizó la construcción de muchas viviendas nuevas en los terrenos colindantes a la zona de ampliación del Puerto, en los barrios de San Gabriel, Benalúa y Babel, donde vive el 21% de los residentes de la ciudad, manteniendo de este modo una sólida unión del puerto con la ciudad.
Hasta 2006, la ampliación del Puerto se mantenía fiel a este modelo.

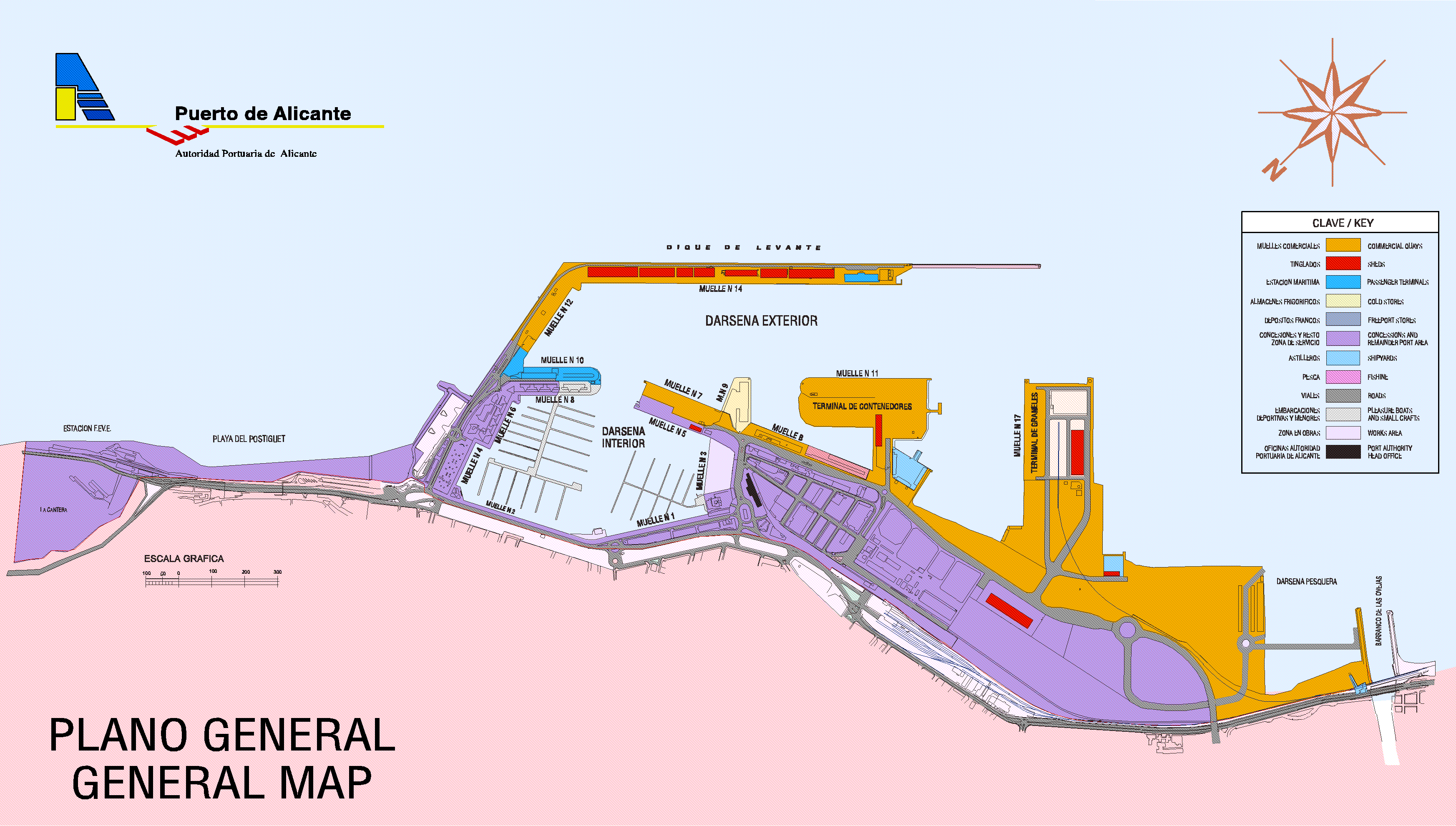
Plano de distribución del puerto.

## Actividades portuarias
,  (línea Alicante-Orán),    

### Actividades comerciales
El puerto de Alicante ocupa actualmente un modesto lugar entre los puertos importantes españoles, ya que sirve a un área de influencia restringida a la provincia de Alicante, a parte de la de Murcia y a algunos sectores de Castilla-La Mancha. Esto es, se trata de una región en la que la producción industrial se halla concentrada en unos sectores concretos (calzado, juguetes, turrón...), con relevancia en cuanto al valor de las ventas pero no en volumen.
Las principales exportaciones realizadas desde el puerto de Alicante fueron, en el año 1987, el cemento y el clínker (productos de una gran fábrica de cemento ubicada en San Vicente del Raspeig), seguido de conservas, otros materiales de construcción, bebidas alcohólicas y calzado.
En el año 2000, el tráfico total fue de 3 millones de toneladas.
En 2006 se realizaron importantes obras de ampliación en la zona de poniente, con una nueva dársena comercial y con una nueva zona pesquera.

### Transporte de pasajeros
Al año 2006, el puerto presenta líneas regulares con las ciudades argelinas de Orán y Argel . En este tipo de transporte suelen viajar miembros de las clases media y alta y comerciantes de Argelia, que vienen a comprar productos difíciles de conseguir en su tierra de origen a Alicante. Cuenta además desde este año con una línea regular a las Islas Baleares, que conecta Alicante con Ibiza y Palma de Mallorca, esta línea finaliza en 2007.
En un ámbito más local, también presenta conexiones con la isla de Tabarca.